# Élections municipales de 2026 dans les Alpes-de-Haute-Provence
Pour un article plus général, voir Élections municipales françaises de 2026.
Les élections municipales de 2026 dans les Alpes-de-Haute-Provence sont prévues en mars 2026. Elles renouvelleront l'intégralité des maires et conseillers municipaux du département.

## Résultats à l'échelle du département

### Maires sortants et maires élus
| Commune                    | Population (en 2022) | Maire sortant(e)         | Parti | Parti | Maire élu(e) | Parti | Parti |
| -------------------------- | -------------------- | ------------------------ | ----- | ----- | ------------ | ----- | ----- |
| Barcelonnette              | 2 528                | Yvan Bouguyon            |       | LR    |              |       |       |
| Château-Arnoux-Saint-Auban | 5 095                | René Villard             |       | PCF   |              |       |       |
| Digne-les-Bains            | 17 694               | Patricia Granet-Brunello |       | DVG   |              |       |       |
| Forcalquier                | 5 142                | David Gehant             |       | DVD   |              |       |       |
| Gréoux-les-Bains           | 3 088                | Paul Audan               |       | RE    |              |       |       |
| Les Mées                   | 3 992                | Frédéric Puech           |       | PCF   |              |       |       |
| Manosque                   | 22 807               | Camille Galtier          |       | DVD   |              |       |       |
| Oraison                    | 6 042                | Benoit Gauvan            |       | RE    |              |       |       |
| Peyruis                    | 2 796                | Patrick Vivos            |       | DVG   |              |       |       |
| Pierrevert                 | 3 943                | André Mille              |       | LR    |              |       |       |
| Sainte-Tulle               | 3 530                | Jean-Luc Queiras         |       | RE    |              |       |       |
| Sisteron                   | 7 776                | Daniel Spagnou           |       | DVD   |              |       |       |
| Valensole                  | 3 151                | Gérard Aurric            |       | LR    |              |       |       |
| Villeneuve                 | 4 386                | Serge Faudrin            |       | PS    |              |       |       |
| Volx                       | 3 227                | Jérôme Dubois            |       | PS    |              |       |       |

### Résultats en nombre de maires
| Partis       | Partis                    | Maires sortants | Maires élus | Évolution |
| ------------ | ------------------------- | --------------- | ----------- | --------- |
|              | Divers gauche             | 2               |             |           |
|              | Parti communiste français | 2               |             |           |
|              | Parti socialiste          | 2               |             |           |
| Total gauche | Total gauche              | 6               |             |           |
|              | Les Républicains          | 3               |             |           |
|              | Divers droite             | 3               |             |           |
| Total droite | Total droite              | 6               |             |           |
|              | Renaissance               | 3               |             |           |
| Total centre | Total centre              | 3               |             |           |
| Total        | Total                     | 15              | 15          | -         |

### Résultats par nuances
| Nuance | Nuance | Nuance | Premier tour | Premier tour | Premier tour | Second tour | Second tour | Second tour | Total sièges | Total sièges | Total sièges | Total sièges |
| Nuance | Nuance | Nuance | Voix         | %            | Sièges       | Voix        | %           | Sièges      | CM           | %            | CC           | %            |
| ------ | ------ | ------ | ------------ | ------------ | ------------ | ----------- | ----------- | ----------- | ------------ | ------------ | ------------ | ------------ |
|        |        |        |              |              |              |             |             |             |              |              |              |              |
| Total  | Total  | Total  |              | 100          |              |             | 100         |             |              | 100          |              | 100          |

### Taux de participation
| Taux de participation | 1er tour | Différence avec 2020 | 2d tour | Différence avec 2020 | Différence entre les deux tours |
| --------------------- | -------- | -------------------- | ------- | -------------------- | ------------------------------- |
| À 12 h                |          |                      |         |                      |                                 |
| À 17 h                |          |                      |         |                      |                                 |
| Final                 |          |                      |         |                      |                                 |

## Résultats dans les communes de plus de 2 500 habitants

### Barcelonnette
- Maire sortant : Yvan Bouguyon (LR)
- 23 sièges à pourvoir au conseil municipal (population légale 2022 : 2 528 habitants)
- 9 sièges à pourvoir au conseil communautaire (CC Vallée de l'Ubaye Serre-Ponçon)

| Tête de liste            | Tête de liste                  | Parti(s) | Nuance | Premier tour | Premier tour | Second tour | Second tour | Sièges | Sièges |
| Tête de liste            | Tête de liste                  | Parti(s) | Nuance | Voix         | %            | Voix        | %           | CM     | CC     |
| ------------------------ | ------------------------------ | -------- | ------ | ------------ | ------------ | ----------- | ----------- | ------ | ------ |
|                          | Yvan Bouguyon[réf. souhaitée], | LR       |        |              |              |             |             |        |        |
|                          |                                |          |        |              |              |             |             |        |        |
| Exprimés                 |                                |          |        |              |              |             |             |        |        |
| Votes blancs             |                                |          |        |              |              |             |             |        |        |
| Votes nuls               |                                |          |        |              |              |             |             |        |        |
| Total                    | Total                          | Total    | Total  |              | 100          |             | 100         | 23     | 9      |
| Absentions               |                                |          |        |              |              |             |             |        |        |
| Inscrits / participation |                                |          |        |              |              |             |             |        |        |

### Château-Arnoux-Saint-Auban
- Maire sortant : René Villard (PCF)
- 29 sièges à pourvoir au conseil municipal (population légale 2022 : 5 095 habitants)
- 7 sièges à pourvoir au conseil communautaire (Provence-Alpes Agglomération)

| Tête de liste | Tête de liste | Parti(s) | Nuance | Premier tour | Premier tour | Second tour | Second tour | Sièges | Sièges |
| Tête de liste | Tête de liste | Parti(s) | Nuance | Voix         | %            | Voix        | %           | CM     | CC     |
| ------------- | ------------- | -------- | ------ | ------------ | ------------ | ----------- | ----------- | ------ | ------ |

### Digne-les-Bains
- Maire sortante : Patricia Granet-Brunello (DVG)
- 33 sièges à pourvoir au conseil municipal (population légale 2022 : 17 694 habitants)
- 22 sièges à pourvoir au conseil communautaire (Provence-Alpes Agglomération)

| Tête de liste            | Tête de liste        | Parti(s) | Nuance | Premier tour | Premier tour | Second tour | Second tour | Sièges | Sièges |
| Tête de liste            | Tête de liste        | Parti(s) | Nuance | Voix         | %            | Voix        | %           | CM     | CC     |
| ------------------------ | -------------------- | -------- | ------ | ------------ | ------------ | ----------- | ----------- | ------ | ------ |
|                          | Julien Di Benedetto, | SE       |        |              |              |             |             |        |        |
|                          |                      |          |        |              |              |             |             |        |        |
| Exprimés                 |                      |          |        |              |              |             |             |        |        |
| Votes blancs             |                      |          |        |              |              |             |             |        |        |
| Votes nuls               |                      |          |        |              |              |             |             |        |        |
| Total                    | Total                | Total    | Total  |              | 100          |             | 100         | 33     | 22     |
| Absentions               |                      |          |        |              |              |             |             |        |        |
| Inscrits / participation |                      |          |        |              |              |             |             |        |        |

### Forcalquier
- Maire sortant : David Gehant (DVD)
- 29 sièges à pourvoir au conseil municipal (population légale 2022 : 5 142 habitants)
- 13 sièges à pourvoir au conseil communautaire (CC Pays de Forcalquier - Montagne de Lure)

| Tête de liste | Parti(s) | Nuance | Premier tour | Premier tour | Second tour | Second tour | Sièges | Sièges |
| Tête de liste | Parti(s) | Nuance | Voix         | %            | Voix        | %           | CM     | CC     |
| ------------- | -------- | ------ | ------------ | ------------ | ----------- | ----------- | ------ | ------ |

### Gréoux-les-Bains
- Maire sortant : Paul Audan (RE)
- 23 sièges à pourvoir au conseil municipal (population légale 2022 : 3 088 habitants)
- 2 sièges à pourvoir au conseil communautaire (Durance-Luberon-Verdon Agglomération)

| Tête de liste            | Tête de liste | Parti(s) | Nuance | Premier tour | Premier tour | Second tour | Second tour | Sièges | Sièges |
| Tête de liste            | Tête de liste | Parti(s) | Nuance | Voix         | %            | Voix        | %           | CM     | CC     |
| ------------------------ | ------------- | -------- | ------ | ------------ | ------------ | ----------- | ----------- | ------ | ------ |
|                          | Paul Audan,   | RE       |        |              |              |             |             |        |        |
|                          |               |          |        |              |              |             |             |        |        |
| Exprimés                 |               |          |        |              |              |             |             |        |        |
| Votes blancs             |               |          |        |              |              |             |             |        |        |
| Votes nuls               |               |          |        |              |              |             |             |        |        |
| Total                    | Total         | Total    | Total  |              | 100          |             | 100         | 23     | 2      |
| Absentions               |               |          |        |              |              |             |             |        |        |
| Inscrits / participation |               |          |        |              |              |             |             |        |        |

### Les Mées
- Maire sortant : Frédéric Puech (PCF)
- 27 sièges à pourvoir au conseil municipal (population légale 2022 : 3 992 habitants)
- 4 sièges à pourvoir au conseil communautaire (Provence-Alpes Agglomération)

| Tête de liste | Tête de liste | Parti(s) | Nuance | Premier tour | Premier tour | Second tour | Second tour | Sièges | Sièges |
| Tête de liste | Tête de liste | Parti(s) | Nuance | Voix         | %            | Voix        | %           | CM     | CC     |
| ------------- | ------------- | -------- | ------ | ------------ | ------------ | ----------- | ----------- | ------ | ------ |

### Manosque
- Maire sortant : Camille Galtier (DVD)
- 35 sièges à pourvoir au conseil municipal (population légale 2022 : 22 807 habitants)
- 20 sièges à pourvoir au conseil communautaire (Durance-Luberon-Verdon Agglomération)

| Tête de liste | Tête de liste | Parti(s) | Nuance | Premier tour | Premier tour | Second tour | Second tour | Sièges | Sièges |
| Tête de liste | Tête de liste | Parti(s) | Nuance | Voix         | %            | Voix        | %           | CM     | CC     |
| ------------- | ------------- | -------- | ------ | ------------ | ------------ | ----------- | ----------- | ------ | ------ |

### Oraison
- Maire sortant : Benoit Gauvan (RE)
- 29 sièges à pourvoir au conseil municipal (population légale 2022 : 6 042 habitants)
- 5 sièges à pourvoir au conseil communautaire (Durance-Luberon-Verdon Agglomération)

| Tête de liste | Tête de liste | Parti(s) | Nuance | Premier tour | Premier tour | Second tour | Second tour | Sièges | Sièges |
| Tête de liste | Tête de liste | Parti(s) | Nuance | Voix         | %            | Voix        | %           | CM     | CC     |
| ------------- | ------------- | -------- | ------ | ------------ | ------------ | ----------- | ----------- | ------ | ------ |

### Peyruis
- Maire sortant : Patrick Vivos (DVG)
- 23 sièges à pourvoir au conseil municipal (population légale 2022 : 2 796 habitants)
- 3 sièges à pourvoir au conseil communautaire (Provence-Alpes Agglomération)

| Tête de liste | Parti(s) | Nuance | Premier tour | Premier tour | Second tour | Second tour | Sièges | Sièges |
| Tête de liste | Parti(s) | Nuance | Voix         | %            | Voix        | %           | CM     | CC     |
| ------------- | -------- | ------ | ------------ | ------------ | ----------- | ----------- | ------ | ------ |

### Pierrevert
- Maire sortant : André Mille (LR)
- 27 sièges à pourvoir au conseil municipal (population légale 2022 : 3 943 habitants)
- 3 sièges à pourvoir au conseil communautaire (Durance-Luberon-Verdon Agglomération)

| Tête de liste | Tête de liste | Parti(s) | Nuance | Premier tour | Premier tour | Second tour | Second tour | Sièges | Sièges |
| Tête de liste | Tête de liste | Parti(s) | Nuance | Voix         | %            | Voix        | %           | CM     | CC     |
| ------------- | ------------- | -------- | ------ | ------------ | ------------ | ----------- | ----------- | ------ | ------ |

### Sainte-Tulle
- Maire sortant : Jean-Luc Queiras (RE)
- 29 sièges à pourvoir au conseil municipal (population légale 2022 : 3 530 habitants)
- 3 sièges à pourvoir au conseil communautaire (Durance-Luberon-Verdon Agglomération)

| Tête de liste | Parti(s) | Nuance | Premier tour | Premier tour | Second tour | Second tour | Sièges | Sièges |
| Tête de liste | Parti(s) | Nuance | Voix         | %            | Voix        | %           | CM     | CC     |
| ------------- | -------- | ------ | ------------ | ------------ | ----------- | ----------- | ------ | ------ |

### Sisteron
- Maire sortant : Daniel Spagnou (DVD)
- 29 sièges à pourvoir au conseil municipal (population légale 2022 : 7 776 habitants)
- 18 sièges à pourvoir au conseil communautaire (CC du Sisteronais Buëch)

| Tête de liste | Tête de liste | Parti(s) | Nuance | Premier tour | Premier tour | Second tour | Second tour | Sièges | Sièges |
| Tête de liste | Tête de liste | Parti(s) | Nuance | Voix         | %            | Voix        | %           | CM     | CC     |
| ------------- | ------------- | -------- | ------ | ------------ | ------------ | ----------- | ----------- | ------ | ------ |

### Valensole
- Maire sortant : Gérard Aurric (LR)
- 23 sièges à pourvoir au conseil municipal (population légale 2022 : 3 151 habitants)
- 3 sièges à pourvoir au conseil communautaire (Durance-Luberon-Verdon Agglomération)

| Tête de liste | Tête de liste | Parti(s) | Nuance | Premier tour | Premier tour | Second tour | Second tour | Sièges | Sièges |
| Tête de liste | Tête de liste | Parti(s) | Nuance | Voix         | %            | Voix        | %           | CM     | CC     |
| ------------- | ------------- | -------- | ------ | ------------ | ------------ | ----------- | ----------- | ------ | ------ |

### Villeneuve
- Maire sortant : Serge Faudrin (PS)
- 27 sièges à pourvoir au conseil municipal (population légale 2022 : 4 386 habitants)
- 3 sièges à pourvoir au conseil communautaire (Durance-Luberon-Verdon Agglomération)

| Tête de liste | Tête de liste | Parti(s) | Nuance | Premier tour | Premier tour | Second tour | Second tour | Sièges | Sièges |
| Tête de liste | Tête de liste | Parti(s) | Nuance | Voix         | %            | Voix        | %           | CM     | CC     |
| ------------- | ------------- | -------- | ------ | ------------ | ------------ | ----------- | ----------- | ------ | ------ |

### Volx
- Maire sortant : Jérôme Dubois (PS)
- 23 sièges à pourvoir au conseil municipal (population légale 2022 : 3 227 habitants)
- 2 sièges à pourvoir au conseil communautaire (Durance-Luberon-Verdon Agglomération)

| Tête de liste | Tête de liste | Parti(s) | Nuance | Premier tour | Premier tour | Second tour | Second tour | Sièges | Sièges |
| Tête de liste | Tête de liste | Parti(s) | Nuance | Voix         | %            | Voix        | %           | CM     | CC     |
| ------------- | ------------- | -------- | ------ | ------------ | ------------ | ----------- | ----------- | ------ | ------ |